# Suicide (personagem)
Suicide é um personagem fictício e protagonista do TNA Impact, um video game baseado na promoção de wrestling profissional Total Nonstop Action Wrestling (TNA). Em dezembro de 2008, a TNA introduziu o personagem Suicide na televisão como um wrestler real.
O personagem foi primeiramente usado por Frankie Kazarian, o qual é o atual portador, e foi passado para Christopher Daniels quando Frankie lesionou-se no início de 2009. Posteriormente, ele foi interpretado por Christopher Daniels, mas mesmo ele estando em outra empresa de wrestling a TNA fez um acordo em que ele pudesse aparecer em dois lugares, porem na TNA ele só pode lutar mascarado, mas até agora ele ainda não foi usado. E também ja se revelou tirando sua máscara quando foi confrontado por Hulk Hogan e Bully Ray Na TNA Impact. T.J. Perkins também usou o personagem, todavia, a TNA alterou o seu nome para "Manik" e remodelou sua roupa.

## Títulos e prêmios
- Total Nonstop Action Wrestling
  - TNA X Division Championship (2 vezes)
  - King of the Mountain (2009)